# Carbonylering
Een carbonylering is een begrip uit de organische en anorganische chemie, die verwijst naar een type chemische reactie waarbij koolstofmonoxide (CO) in een organische, dan wel anorganische verbinding wordt gebracht. Gezien de hoge mate van reactiviteit en de relatief hoge abundantie van koolstofmonoxide, wordt dit proces ook op industriële schaal uitgevoerd.

## Organische chemie
Tal van organische verbindingen worden gesynthetiseerd middels een carbonylering, omdat deze reactie hoog-selectief is. Carbonylering wordt onder meer gebruikt voor de bereiding van organische carbonylverbindingen, zoals carbonzuren, aldehyden en ketonen.

### Hydroformylering
De hydroformylering is een type carbonylering, waarbij waterstofgas en koolstofmonoxide (dit gasmengsel staat bekend onder de naam syngas) geaddeerd worden aan een dubbele binding, waardoor een aldehyde wordt gevormd. De reactie moet worden gekatalyseerd:

### Reppe-reactie
De Reppe-reactie, genoemd naar de Duitse scheikundige Walter Reppe, is een organische reactie waarbij koolstofmonoxide en een protondonor worden gebonden aan een organisch substraat. Op grote schaal wordt deze reactie toegepast in het Monsanto- en het Cativa-proces, die beiden methanol omzetten in azijnzuur. Evenzo kan azijnzuuranhydride bereid worden door carbonylering van methylacetaat. Deze reacties hebben allen nood aan een metaalkatalysator (veelal palladium of platina), om het koolstofmonoxide reactief te maken en op de juiste plaats te binden.

### Koch-reactie
De Koch-reactie is ook een type carbonylering, waarbij een carbonzuur of een ester wordt bereid door de reactie van een alkeen met koolstofmonoxide en water, met een sterk zuur als katalysator.

## Anorganische chemie
In de anorganische chemie worden carbonyleringen voornamelijk gebruikt voor de synthese van carbonylverbindingen en -complexen. Het betreft voornamelijk de carbonylering van transitiemetalen, waardoor metaalcarbonylcomplexen worden gevormd. Deze komen tot stand doordat het centraal metaalion beschikt over vrije d-orbitalen, die het vrij elektronenpaar op koolstof coördinatief kunnen binden. De algemene brutoformule van zo'n metaalcarbonylcomplex is M(CO)xLy, waarbij M het centrale metaalion is, CO het geaddeerde koolstofmonoxide is en L één of meerdere andere liganden voorstelt.
IJzer en nikkel reageren meteen met CO, waarbij respectievelijk ijzerpentacarbonyl en nikkeltetracarbonyl worden gevormd. De meeste andere transitiemetalen vormen minder direct een carbonylcomplex.

## Decarbonylering
De omgekeerde reactie bestaat eveneens: organische of anorganische verbindingen die koolstofmonoxide verliezen. Een dergelijke decarbonylering worden veel toegepast bij de omzetting van aldehyden in alkanen, met een metaalcomplex als katalysator:
{\displaystyle {\ce {RCHO -> RH + CO}}}
Ketonen en andere carbonylverbindingen zijn echter meer resistent aan een decarbonylering. Bovendien zijn decarbonyleringen niet de meest populaire reacties, omdat een functionele groep (en meestal reactieve) verloren gaat.
Metaalcarbonylcomplexen ondergaan makkelijk een decarbonylering, meestal onder invloed van fotonen.